# فرضية جين واحد إنزيم واحد

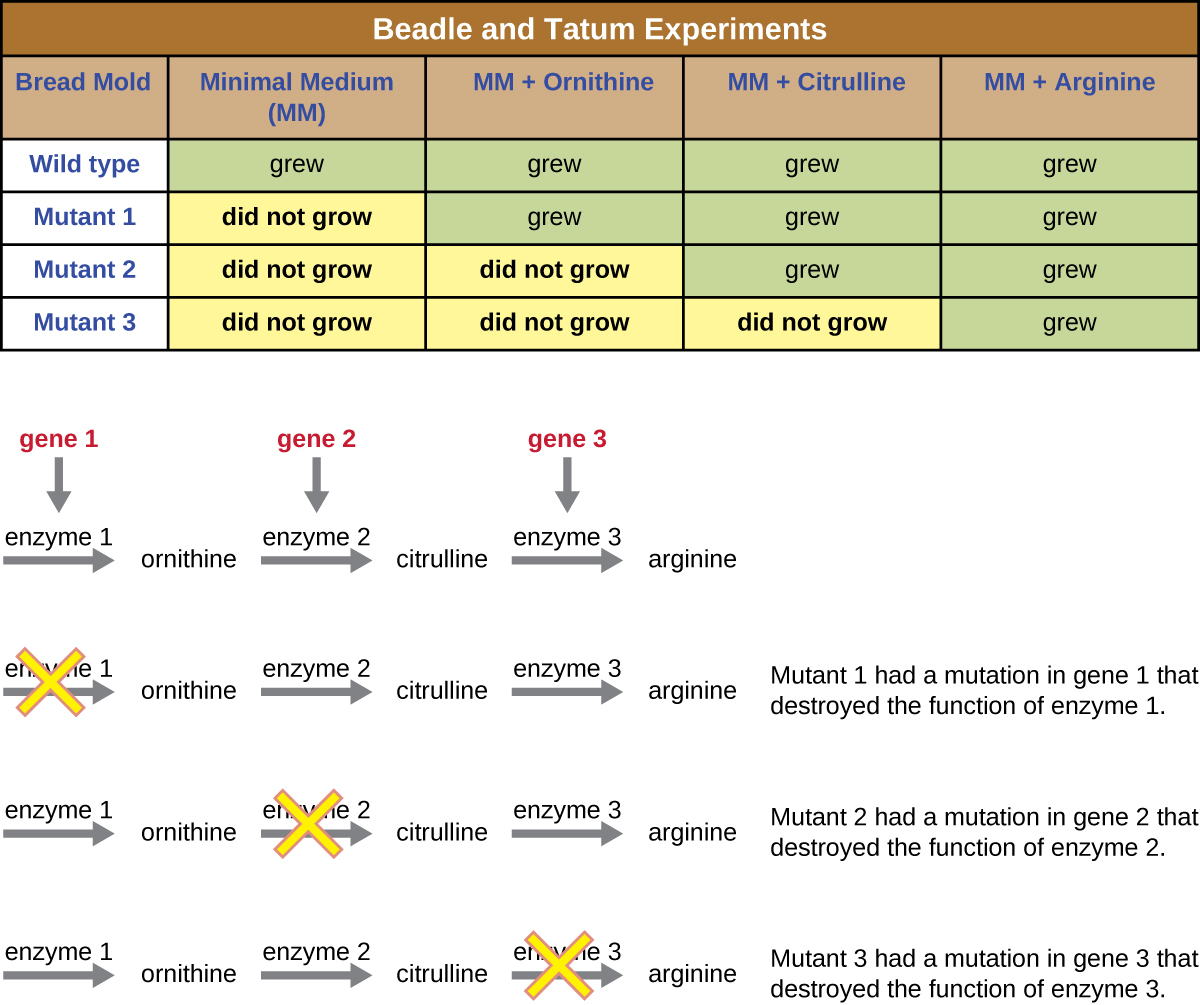

فرضية جين واحد إنزيم واحد هي فكرة أن الجينات تعمل من خلال إنتاج إنزيمات، حيث أن كل جين مسؤول عن إنتاج إنزيم واحد وهو ما يؤثر بدوره على خطوة واحدة في المسار الأيضي. اقترح المفهوم جورج بيدل وإدوارد تاتوم في ورقة مؤثرة عام 1941  عن الطفرات الوراثية في قالب «نيوروسبورا كراسا»، وبعد ذلك أُطلق عليها اسم «فرضية جين واحد إنزيم واحد» من قِبل مساعدهما نورمان هورويتز. في عام 2004 ذكر نورمان هورويتز  أن «هذه التجارب أسست العلم الذي أسماه بيدل وتاتوم» علم الوراثة البيوكيميائية". في الواقع فإنهم أثبتوا أنها كانت انطلاقة البدء فيما أصبح يسمى علم الوراثة الجزيئية وجميع التطورات التي تلت ذلك." تطوير فرضية جين واحد إنزيم واحد غالبا ما يعتبر أول نتيجة ملموسة فيما اصطلح على تسميته علم الأحياء الجزيئي. على الرغم من أنها كانت مؤثرة للغاية، فإن الاعتراف بالفرضية جاء سريعا بعد اقتراح زيادة تبسيطها. حتى أن إعادة الصياغة اللاحقة من فرضية «جين واحد بولي ببتيد واحد» تعتبر الآن توصيف بسيط جدا للعلاقة بين الجينات والبروتينات.

## النشأة
على الرغم من أن بعض حالات أخطاء عملية الأيض التي تلت أنماط الوراثة المندلية كانت معروفة في السابق، بدءا من تحديد ألكبتونوريا كصفة مندلية متنحية من قبل أرشيبالد غارود عام 1902، إلا أن الجزء الأكبر من علم الجينات لم يمكن تطبيقه على عملية التمثيل الغذائي خلال أواخر العقد 1930. كان أحد الاستثناءات الأخرى عمل بوريس ايفروسي وجورج بيدل، وهما اثنين من علماء الوراثة على أصباغ لون العين من ذبابة الفاكهة سوداء البطن في مختبر توماس مورغان بمعهد كاليفورنيا للتكنولوجيا. في منتصف العقد 1930 وجدوا أن الجينات التي تؤثر على لون العين تعتمد على تسلسل معين، وأن صفة العيون الحمراء الطبيعية في ذبابة الفاكهة كانت نتيجة أن الصبغات مرت خلال سلسلة من التحولات؛ أثرت طفرات مختلفة لجينات لون العين على التحولات في نقاط مختلفة في هذه السلسلة. وبناء على ذلك، أوضح بيدل أن كل جين مسئول عن إنزيم يقوم بعمل معين في المسار الأيضي للأصباغ. ومع ذلك، لأنه كان مسار سطحي نسبيا بدلا من أن يكون منتشرا على نطاق واسع في الكائنات الحية المتنوعة، كان يُعرف القليل عن التفاصيل البيوكيميائية للمسار الأيضي لأصباغ عين ذبابة الفاكهة. تطلبت دراسة هذا المسار بمزيد من التفصيل عزل أصباغ من أعين الذباب، وهي عملية شاقة للغاية.
بعد انتقاله إلى جامعة ستانفورد في عام 1937، بدأ بيدل العمل مع عالم الكيمياء الحيوية إدوارد تاتوم لعزل أصباغ عين الذبابة. بعد بعض النجاح في هذا النهج قاموا بعزل واحدة من الأصباغ الوسيطة بعد فترة وجيزة من باحث آخر، هو أدولف بوتنانت الذي سبقهما لهذا الاكتشاف. حول بيدل وتاتوم تركيزهما إلى كائن حي جعل الدراسات الجينية للصفات البيوكيميائية أسهل بكثير: عفن الخبز نيوروسبورا كراسا، الذي كان مؤخرا موضوع الأبحاث الجينية التي قام بها أحد باحثي توماس هانت مورجان: كارل جيم لينجيجرن. كانت للنيوروسبورا العديد من المزايا: تحتاج لوسط نمو بسيط، تنمو بسرعة، ونظرا لقدرتها على إنتاج البوغ الزقي خلال التكاثر كان من السهل عزل الطفرات الوراثية لتحليلها. قاما بإنتاج الطفرات من خلال تعريض الفطر للأشعة السينية، ثم حددا السلالات التي احتوت على عيوب التمثيل الغذائي من خلال تغيير وسط النمو. هذا العمل الذي قدمه بيدل وتاتوم أدى تقريبا وبشكل مباشر إلى تعميم هام. وهو أن معظم الطفرات غير قادرة على النمو في الحد الأدنى من وسط النمو ولكن قادرة على النمو في وسط «مكتمل» حيث تتطلب كل منها إضافة (مغذية) خاصة واحدة فقط للنمو في الحد الأدنى من وسط النمو. إذا تعطل تركيب هذه المغذيات المعينة (مثل حمض أميني أو فيتامين) من خلال الطفرة، فإن السلالة المتعرضة للطفرة يمكن أن تنمو بإضافة هذه المغذيات الضرورية للوسط. اقترح هذا الاكتشاف أن معظم الطفرات تؤثر على مسار أيضي واحد فقط. ظهرت المزيد من الأدلة سريعا بعد هذه النتائج الأولية والتي أثبتت أنه بصفة عامة خطوة واحدة في المسار الأيضي تم تعطيلها. بعد تقريرهم الأول عن ثلاثة طفرات متصلة بالتغذية المساعِدة في عام 1941، استخدم بيدل وتاتوم هذه الطريقة لإنشاء سلسلة من الطفرات ذات الصلة، وتحديد الترتيب الذي تم من خلاله تصنيع الأحماض الأمينية وبعض النواتج الأخرى في العديد من المسارات الأيضية. كان الاستنتاج الواضح من هذه التجارب أن كل طفرة جينية تؤثر على نشاط إنزيم واحد. هذا ما أدى مباشرة إلى فرضية جين واحد إنزيم واحد، والتي مع بعض التطويرات والتحسينات ظلت سارية بشكل أساسي إلى يومنا هذا. كما ذكر من قبل هورويتز وآخرون،  أظهر عمل بيدل وتاتوم أيضا أن للجينات دورا أساسيا في التكوين البيولوجي. في وقت إجراء التجارب (1941)، كان المعتقد السائد خارج مجتمع علماء الوراثة أن الجينات تتحكم في صفات بيولوجية طفيفة فقط، مثل لون العين، والترتيب الخشن في ذبابة الفاكهة، في حين تم تحديد الكيمياء الحيوية الأساسية في السيتوبلازم عن طريق عمليات غير معروفة. اعتقد كثير من علماء الوراثة المحترمين أيضا أن ماهية عمل الجين معقدة للغاية بحيث لا يمكن فهمها عن طريق أي تجربة بسيطة. وبالتالي فقد جلب بيدل وتاتوم ثورة أساسية في فهم علم الوراثة.
أثبتت الطفرات الغذائية للنيوروسبورا أن لها تطبيقات عملية أيضا؛ أحد التطبيقات في وقت مبكر، وإن كانت غير مباشرة، أمثلة التمويل العسكري للعلم في مجال العلوم البيولوجية، حصل بيدل على تمويل إضافي للبحث (من مؤسسة روكفلر وجمعية مصنعي المؤن العسكرية) لتطوير السلالات التي يمكن أن تستخدم لفحص التركيب الغذائي في المواد الغذائية، لضمان التغذية الكافية للجنود في الحرب العالمية الثانية.

## الفرضية والتفسيرات البديلة
في الورقة الأولى التي نُشرت عن نيوروسبورا، في 15 نوفمبر 1941، في طبعة من وقائع الأكاديمية الوطنية للعلوم، لاحظ بيدل وتاتوم أنه «من الممكن تماما تدعيم فرضية أن هذه الجينات في حد ذاتها جزء من النظام، حيث تقوم بالسيطرة أو تنظيم ردود فعل معينة في النظام إما عن طريق العمل مباشرة كإنزيمات أو عن طريق تحديد خصوصيات الإنزيمات»، وهي الفكرة التي تم اقتراحها، وإن كان مع دعم محدود من التجارب، في وقت مبكر من عام 1917؛ عرضت أدلة جديدة لدعم هذا الرأي، وتم وضع الخطوط العريضة لبرنامج البحوث التي من شأنها أن تساعد في الاستكشاف بشكل كامل. بحلول عام 1945، كان بيدل، تاتوم وغيرهما، يعملون على النيورسبورا وغيرها من الكائنات الحية التي يمكن أخذها كنموذج مثل: إي. كولاي، توصلوا إلى الأدلة التجريبية التي تثبت أن كل خطوة في المسار الأيضي يتم السيطرة عليها من قبل جين واحد. في تقرير عام 1945، اقترح بيدل أنه «يمكن تَصوّر الجين كمسئول عن توجيه الشكل النهائي لجزيء البروتين، وبالتالي تحديد مهمته الخاصة». تناقش أيضا حول أنه «لأسباب تتعلق بالاقتصاد في العملية التطورية، يمكن للمرء أن يتوقع أنه مع استثناءات قليلة فإن المهمة النهائية المحددة لإنزيم معين سوف يفرضها جين واحد فقط». في ذلك الوقت، كان يعتقد على نطاق واسع أن الجينات تتكون من البروتينات أو النيوكلوبروتينات (على الرغم من أن تجربة أفيري-ماكلويد-مكارتي وأعمال ذات الصلة بدأت تلقي ظلالا من الشك على هذه الفكرة). ومع ذلك، فإن الاتصال المقترح بين الجين الواحد وانزيم البروتين الواحد عاشت أكثر من نظرية تكوين الجينات من البروتين. في دراسة صدرت في عام 1948، أطلق نورمان هورويتز مفهوم «فرضية جين واحد إنزيم واحد».
على الرغم من تأثيرها الكبير، لم تكن فرضية جين واحد إنزيم واحد ببعيدة عن النزاع. كان ماكس ديلبروك من بين من يشككون أن إنزيم واحد يشارك فعليا في كل خطوة على طول المسارات الأيضية. بالنسبة للكثيرين الذين قبلوا بالنتائج، كان هناك ارتباط وثيق بين الجينات والإنزيمات، حتى أن بعض علماء الكيمياء الحيوية اعتقد أن الجينات كانت هي نفسها الإنزيمات. كان هذا يتفق مع أعمال أخرى، مثل دراسات تكاثر فيروس تبرقش التبغ (الذي كان من المعروف أن به اختلافات وراثية والتي تتبع نفس النمط من التحفيز الذاتي كما في العديد من التفاعلات الإنزيمية)، وتبلور هذا الفيروس كما يبدو البروتين النقي. في بداية الخمسينيات من القرن العشرين، كانت نتائج تجارب النيوروسبورا مثيرة للإعجاب على نطاق واسع، ولكن كان الرأي السائد في عام 1951 أن الاستنتاج الذي خلص إليه بيدل كان «تبسيطا مفرطا». كتب بيدل في عام 1966، أنه بعد قراءة «ندوة مرفأ الربيع البارد» عام 1951 بشأن الجينات والطفرات، قال أن لديه انطباع أن أنصار فرضية جين واحد إنزيم واحد «يمكن عدهم على أصابع اليد الواحدة مع اثنين من أصابع اليد الآخرى.» بحلول أوائل خمسينيات القرن العشرين، اعتبر معظم علماء الكيمياء الحيوية والوراثة أن الحمض النووي DNA هو المرشح الأرجح لكونه الأساس المادي للجين، وأعيد تفسير فرضية جين واحد إنزيم واحد وفقا لذلك.

### جين واحدبولي ببتيدواحد
خلال إسناد دور توجيهي للجينات، قام بيدل وتاتوم بمنح الجينات قدرة معلوماتية بشكل ضمني. أسست هذه الرؤية لمفهوم الشفرة الوراثية. مع ذلك، لم تبين أن الحمض النووي هو المادة الوراثية قبل إجراء التجارب، وأن البروتينات تتكون من تسلسل خطي محدد من الأحماض الأمينية، وأن بنية الحمض النووي تحتوي على تسلسل خطي من قاعدة من الأزواج، كان هناك أساس واضح لفك الكود الجيني.
بحلول أوائل الخمسينيات، كان التقدم في علم الوراثة البيوكيميائية - الذي تدعمه جزئيا الفرضية الأصلية - جعل فرضية جين واحد إنزيم واحد تبدو غير محتملة (على الأقل في شكلها الأصلي). ابتداء من عام 1957، أظهر فيرنون انغرام وغيره من خلال البصمات البروتينية أن الاختلافات الجينية في البروتينات (مثل هيموغلوبين الخلايا المنجلية) يمكن أن تقتصر على الاختلافات في سلسلة ببتيد واحدة فقط في بروتين مولتيمريك، مما يؤدي إلى فرضية"جين واحد بولي بيبتيد واحد" كبديل. وفقا لعالم الوراثة رولاند هـ. ديفيس، "بحلول عام 1958 - حتى في عام 1948، لم تعد فرضية جين واحد إنزيم واحد مجال للدفاع الحازم، بل كان ببساطة اسم برنامج بحثي.
في الوقت الحاضر، فرضية جين واحد بولي ببتيد واحد لا يمكن أن تمثل مختلف أشكال الربط في العديد من الكائنات حقيقية النواة التي تستخدم سبليسوسوم لتقوم بإعداد منفرد لتسلسل RNA اعتمادا على مختلف الإشارات داخل بيئة الخلية. تم اكتشاف هذا الربط في عام 1977 على يد كل من فيليب شارب وريتشارد جيه روبرتس.

## توقع محتمل لنتائج بيادل وتاتوم
درس المؤرخ جان ساب الجدل حول عالم الوراثة الألماني فرانز مووس هو، حيث جادل بعض رواد علماء الوراثة في أربعينيات وخمسينيات القرن العشرين أنه قد توصل لنتائج مماثلة قبل عمل بيدل وتاتوم المعروف في عام 1941 . عاملا على طحالب كلاميدوموناس، نشر مويوس، في ثلاثينيات القرن العشرين النتائج التي أظهرت أن الجينات المختلفة كانت مسئولة عن ردود الفعل الإنزيمية المختلفة في إنتاج الهرمونات التي تسيطر على تكاثر الكائن الحي. مع ذلك، كما فصّل ساب بمهارة، تم الطعن على تلك النتائج من قبل آخرين، الذين وجدوا أن البيانات «جيدة جدا لتكون صحيحة» إحصائيا، وأن هذه النتائج لا يمكن تكرارها.